# Dragon Runner
El Dragon Runner («drac corredor») és un robot militar amb comandament a distància pensat per ajudar militars a inspeccionar llocs on no podrien arribar, o on hi ha un perill. Serveix entre d'altres per detectar emboscades i en la versió amb braç per desactivar explosius. El 2004 el Cos de Marines va assajar els primers prototips desenvolupats per la Universitat Carnegie Mellon i el National Robotics Engineering Center.
És apreciat per ser molt robust i de bon preu. Se'n va servir entre molts d'altres, l'exèrcit britànic a l'Afganistan, on van provar molt efectius per detectar i desactivar artefactes explosius improvisats amagats en emboscades al costat de carreteres. Es fan servir també a la frontera entre Mèxic i els Estats Units per detectar túnels transfronterers.

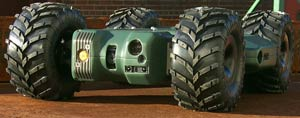
Un dels primers models amb rodes

L'aparell consisteix en el vehicle, una petita unitat de comandament i una senzilla interfície d'usuari. Inclou vídeo, àudio i sensors de moviment, juntament amb la capacitat de captar imatges quan fa fosc. De poc més de 7 kg de pes, ha estat dissenyat per moure's amb total autonomia sobre qualsevol superfície sòlida amb una velocitat fins a 6 km/h. Els primers models eren equipats amb rodes tot terreny, després se'ls va equipar amb tracció per eruga. Sobreviu caigudes fins a quatre metres i funciona independentment del costat que caigui. Així se'l pot llençar contra finestres, escales avall i fins i tot per damunt de certes parets.
El 2020 hi havia dos models, el «10» que només serveix per missions de reconeixement, mentrestant el model «20» també té un braç que pot aixecar objectes fins a quatre quilos.